# Julie Hastrup
Julie Hastrup (* 1968 in Ringkøbing) ist eine dänische Journalistin und Schriftstellerin. Sie ist eine der erfolgreichsten dänischen Krimiautoren.

## Leben
Hastrup absolvierte die Dänische Journalistenhochschule und arbeitete unter anderem für den dänischen Fernsehsender TV 2 sowie den öffentlich-rechtlichen Radiosender Danmarks Radio. 2009 debütierte sie mit dem Thriller Vergeltung, der den Auftakt für eine bisher siebenteilige Krimireihe über die Ermittlerin Rebekka Holm darstellte und Platz 2 der dänischen Bestsellerliste erreichte. Ihre Favoriten unter den Krimiautoren sind die Schweden Håkan Nesser, Karin Alvtegen und Åsa Larsson sowie der Engländer Simon Beckett.
Hastrup wohnt in Kopenhagen, ist verheiratet und Mutter zweier Kinder.

## Werke
- 2009: „En torn i øjet“ (dt. Vergeltung, Piper Verlag, München 2012, Leseprobe in der Google-Buchsuche, ISBN 978-3-492-95400-6)
- 2010: „Det blinde punkt“ (dt. Blut für Blut, Piper Verlag, München 2012, Leseprobe in der Google-Buchsuche, ISBN 978-3-492-95878-3)
- 2012: „Blodig genvej“ (dt. Todessommer, Piper Verlag, München 2014, Leseprobe in der Google-Buchsuche, ISBN 978-3-492-96330-5)
- 2013: „Portræt af døden“ (dt. Die Toten am Lyngbysee, Piper Verlag, München 2014, Leseprobe in der Google-Buchsuche ISBN 978-3-492-30557-0)
- 2015: „Farlig fortid“ (dt. Stiller Hass, Pieper Verlag, München 2016, Leseprobe in der Google-Buchsuche ISBN 978-3-492-97126-3)
- 2017: „Mirakelmanden“
- 2018: „Blodspor“